# 卡爾文·皮特
卡爾文·皮特（英語：Calvin Peete，1943年7月18日—2015年4月29日），美國非裔男子職業高爾夫球運動員，曾贏得12次PGA巡迴賽，是歷來發球最精準的球手，發球至球道（Fairway）比率於1981至90年間達82%。

## 早年生活
卡爾文生於一個有18個子女的家庭。幼時曾經跌斷手，因為沒有得到恰當的治療，導致左手不能伸直。他23歲才接觸高爾夫球。他的殘缺使他在揮杆時左手只能緊貼身體，但是做就了身體與手連成一體的打法。雖然力度比起其他球手為弱，卻比他們更為精準。

## 外部連結
- Calvin Peete Award
- 卡爾文·皮特在PGA巡迴賽的官方網站
- 卡爾文·皮特在日本高爾夫巡迴賽官方網站
- 卡爾文·皮特在男子高爾夫世界排名的官方網站
- Calvin Peete Golf Companies （页面存档备份，存于）